# Eobrachycentrus vernalis
Eobrachycentrus vernalis är en nattsländeart som först beskrevs av Banks 1906.  Eobrachycentrus vernalis ingår i släktet Eobrachycentrus och familjen bäcknattsländor. Inga underarter finns listade i Catalogue of Life.